# 히타치타가역
히타치타가역(일본어: 常陸多賀駅, ひたちたがえき)은 일본 이바라키현 히타치시에 있는 동일본 여객철도의 철도역이다.
일본화물철도가 근방의 임시 화물 열차 수송을 맡고 있다. 히타치 제작소 전기 시스템 사업소로 이어지는 전용 노선이 있으며, 공장에서 생산된 변압기들을 특대화물 수송 열차가 이 노선을 통해 각지로 수송하고 있다.

## 역 구조
2면 3선 구조의 지상역이다. 초록 창구를 오전 5시 10분부터 오후 9시 10분까지 운영하고 있다. 스이카 및 제휴 교통카드의 사용이 가능하다.
배리어프리를 목적으로, 각 승강장을 연결하는 과선교 양 끝에 엘리베이터가 설치되어 있다.

### 승강장
| 1 | ■ 조반선 | 히타치 · 다카하기 · 이와키 방면                                           |
| 2 | ■ 조반선 | 미토 · 쓰치우라 · 우에노 · 도쿄 · 시나가와 · 오야마 방면 (우에노도쿄라인) |
| 3 | ■ 조반선 | 미토 · 쓰치우라 · 우에노 · 도쿄 · 시나가와 · 오야마 방면 (우에노도쿄라인) |

## 역세권 정보
- 국도 6호선
- 히타치 제작소 히타치 사업소
- 가와라고 해수욕장
- 다가 우편국
- 쓰쿠바 은행 다가 지점·다가 역전지점
- 미토 신용금고 다가 지점
- 환승주차장 ― 없어진 화물 승강장 자리에 세워진 유료 환승주차장이다. 우에노역이나 센다이역 방면으로 운행하는 특급 열차의 왕복 승차권을 끊는 경우 이 주차장을 길게는 이틀까지 무료로 이용할 수 있다. 역을 이용하지 않거나 특급 열차를 타지 않는 경우에도 이용할 수 있지만, 대신 1일마다 많게는 500엔까지 주차료를 내야 한다.

## 역사
- 1897년 2월 25일 - 닛폰 철도 가이간 선의 역으로 개업했다. 원래 역이름은 "시모마고 역"이었다.
- 1906년 11월 1일 ― 국유화에 따라 일본국유철도의 소속이 되었다.
- 1939년 10월 1일 ― 지금의 히타치타가 역으로 이름을 바꾸었다.
- 1987년 4월 1일 ― 민영화에 따라 동일본 여객철도의 소속이 되었다.

## 인접역
| 동일본 여객철도 조반선 | 동일본 여객철도 조반선 | 동일본 여객철도 조반선 |
| ---------------------- | ---------------------- | ---------------------- |
| 오미카 미토 방면       | ■ 조반선               | 히타치 이와키 방면     |